# 林一也
林 一也（はやし かずや、1953年10月 - ）は愛知県出身の陸上自衛官。職種は通信科の出身。防衛大学校本科第21期卒、ワシントン大学大学院修了（修士）。勲章は瑞宝中綬章。

## 略歴
- 1977年（昭和52年）3月：陸上自衛隊入隊
- 1991年（平成03年）7月：2等陸佐に昇任
- 1996年（平成08年）1月：1等陸佐に昇任、同年6月、在米大使館防衛駐在官
- 1999年（平成11年）7月9日：東北方面通信群長
- 2001年（平成13年）6月29日：陸上幕僚監部防衛部研究課長
- 2002年（平成14年）8月1日：陸将補に昇任
- 2003年（平成15年）7月1日：東部方面総監部幕僚副長
- 2004年（平成16年）3月29日：陸上幕僚監部調査部長（組織改編に伴い2006年3月より運用支援・情報部長）
- 2006年（平成18年）8月4日：防衛研究所副所長
- 2007年（平成19年）9月1日：統合幕僚監部運用部長
- 2008年（平成20年）3月26日：陸将に昇任
- 2009年（平成21年）3月24日：第9師団長に就任
- 2011年（平成23年）8月5日：統合幕僚学校長
- 2012年（平成24年）7月26日：退官
- 2023年（令和5年）11月3日：瑞宝中綬章受勲